# 黃允
黃允（？—？），字子艾（一作字元艾），濟陰（今山東定陶西北）人，東漢人物。

## 生平
以俊才知名，郭泰認為其才足成偉器，然恐守道不篤而失其才。後得司徒袁隗重視，將侄女許配予其，他即與妻夏侯氏離異。夏侯氏臨去時，當眾數其隱匿罪惡十五事，他從此為當時所廢。後世用為無恥求榮的典故。